# Life L190
Der Life L190 (nach anderen Quellen: Life F190 (a)) ist ein Rennwagen des ehemaligen italienischen Motorsportteams Life Racing, der zu 14 Läufen der Formel-1-Weltmeisterschaft 1990 gemeldet wurde. An seiner Entstehung waren unabhängig voneinander zwei ehemalige Ingenieure der Scuderia Ferrari beteiligt: Auf Gianni Marelli geht das Chassis zurück, und Franco Rocchi konstruierte den Life F35 genannten Zwölfzylinder-W-Motor, der ein Alleinstellungsmerkmal des Autos war. Das Chassis war mangelhaft konstruiert und bereits bei seinem Formel-1-Debüt veraltet. Der W-12-Motor war unausgereift und blieb weit hinter dem in der Formel 1 üblichen Leistungsniveau zurück. Weder mit ihm noch mit dem britischen Judd-Motor, der zum Saisonende ersatzweise eingebaut wurde, qualifizierte sich der L190 zu einem Großen Preis.

## Entstehungsgeschichte
Das in der norditalienischen Gemeinde Formigine ansässige Team Life Racing Engines wurde mit dem Ziel der Teilnahme an der Formel-1-Saison 1990 gegründet. Eine Tradition oder Erfahrungen in kleineren Rennklassen hatte das Team nicht. Gleiches gilt für den Gründer und Inhaber Ernesto Vita, dessen anglisierter Nachname die Teambezeichnung ergab.
Vita hatte Anfang 1988 die Rechte an einem W-12-Motor erworben, den der ehemalige Ferrari-Ingenieur Franco Rocchi in Eigenarbeit entwickelt hatte. Vitas und Rocchis ursprüngliche Planungen gingen dahin, den Motor an ein etabliertes Formel-1-Team mit Gewinn weiterzuverkaufen. Im Laufe des Jahres 1989 fanden sich aber keine Interessenten. Um das Projekt voranzutreiben und um ihre Investitionen zu retten, entschieden sich Vita und Rocchi Ende 1989 für den Aufbau eines eigenen Formel-1-Teams, das die Wettbewerbsfähigkeit des W-Motors in der Praxis unter Beweis stellen sollte. Vita und Rocchi erwarteten Rennerfolge, die letztlich doch noch größere Teams als Kunden anziehen würden.
Vita gründete daraufhin das Team Life Racing und meldete es zur Weltmeisterschaft 1990 an. Da Life die finanziellen Kapazitäten zur Entwicklung eines eigenen Chassis fehlten, blieb nur die Übernahme eines bereits existierenden Autos. Die Wahl fiel auf den First F189, einen 1988 konstruierten Rennwagen von First Racing, der in Verbindung mit einem Judd-Motor ursprünglich für die Formel-1-Weltmeisterschaft 1989 bestimmt gewesen war, wegen des Rückzugs des Teams vor Saisonbeginn aber nicht zum Einsatz gekommen war. Life Racing übernahm den 1988 fertiggestellten Prototyp des F189 und ließ ihn so weit überarbeiten, dass er Rocchis W-12-Motor aufnehmen konnte. Dieser Umbau wurde dann in Life L190 umbenannt. Im Frühherbst 1990 baute Life den L190 schließlich auf einen Judd-Motor zurück und stellte somit die Konfiguration wieder her, die das Auto 1989 in seiner ursprünglichen Form gehabt hatte. Auch in dieser Version ließen sich allerdings keine Rennteilnahmen erreichen. Mit Ablauf der europäischen Saison stellte Life den Rennbetrieb ein. Zu den Überseerennen in Japan und Australien erschien das Team nicht mehr.
Life Racing war von Beginn an Kritik und Spott ausgesetzt. Rückblickend werden die Leistungen von Team, Auto und Motor als offensichtlicher Widerspruch zum Namen des Rennstalls wahrgenommen: Life hatte „eher den Hauch von schleichendem Tod“.

## Konstruktion

### Chassis
Der Life F190 ist eine Weiterentwicklung des First F189, der seinerseits ein Nachbau des für die Formel 3000 bestimmten March 88B von 1988 war. Erste Grundstrukturen des Autos hatte Richard Divila 1988 entworfen, die Detailkonstruktion des F189 war hingegen eine Arbeit des ehemaligen Ferrari-Ingenieurs Gianni Marelli, der seit 1980 ein eigenes Büro in Mailand unterhielt.
Der Life L190 hat ein Monocoque aus kohlenstofffaserverstärktem Kunststoff. Die Seitenkästen sind im Vergleich zu anderen Formel-1-Autos des Jahres 1990 sehr niedrig; ihre Form entsprach eher dem Formel-3000-Standard der späten 1980er-Jahre. Ein besonderes Merkmal des L190 ist das an den Seiten tief ausgeschnittene Cockpit, das die Schultern des Fahrers frei und ungeschützt ließ. Diese Form griff eine Gestaltung des March 881 auf.
Der Life L190 ist ein kompaktes Auto. Sein Radstand von 2780 mm war der kürzeste aller Formel-1-Autos dieses Jahres. Andererseits machte der kurze, aber breit bauende W-12-Motor eine ungewöhnliche Gestaltung der Heckpartie erforderlich. Anders als üblich ragt die Verkleidung des Motors an beiden Seiten über das Monocoque hinaus, was aerodynamisch nachteilig war. Life installierte an beiden Seiten der tonnenförmig gestalteten Motorabdeckung auf Höhe der Schultern des Fahrers sichelartige Kühllufteinlässe. Ein weiteres Problem des L190 war der hohe Schwerpunkt, der das Handling nachteilig beeinflusste.
Anlässlich des Wechsels auf einen Judd-Motor wurde die Motorhaube zum Großen Preis von Spanien neu gestaltet; sie erhielt eine schmale Form ohne überstehende Seiten. (b)

### Fahrwerk
Vorn und hinten ist eine Doppelquerlenkerachse mit Schubstreben eingebaut. Die Dämpfer bezog Life wie die meisten kleinen Formel-1-Teams von Koni, die Bremsen kamen von Brembo.

### Motor
Der Life L190 war bei den ersten zwölf Großen Preisen des Jahres 1990 mit Franco Rocchis W-12-Motor ausgerüstet, der als Life F35 bezeichnet wurde. Zuletzt wechselte Life auf einen Achtzylindermotor von Judd.

#### Life F35

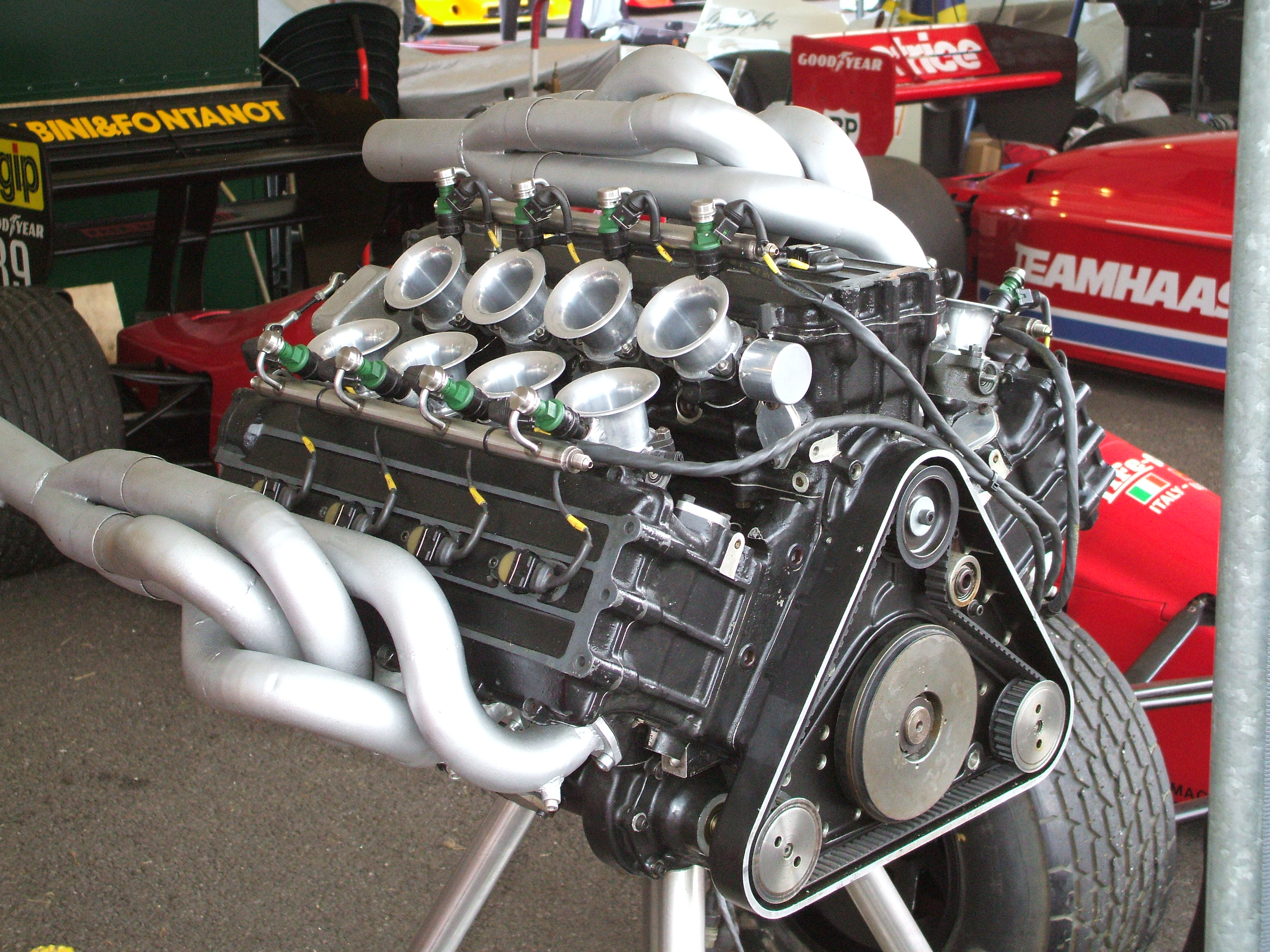
Life F35 W-12-Motor

Der Life F35 ist der bislang einzige Motor in W-12-Konfiguration, der zu einem Formel-1-Weltmeisterschaftslauf gemeldet wurde. Der Life F35 hat drei Zylinderbänke mit je vier Zylindern. Die Bänke stehen jeweils im Winkel von 60° zueinander. Der Hubraum beträgt 3493 cm³. Jeder Zylinder hat fünf Ventile, jede Zylinderbank zwei obenliegende Nockenwellen. Die Zündkerzen kamen von Champion. Die maximale Drehzahl wurde mit 13.500 Umdrehungen pro Minute angegeben. Das war nominell der höchste Wert aller Formel-1-Motoren der Saison 1990. Tatsächlich erreichte der Motor auf der Rennstrecke diesen Wert nicht ansatzweise. Bruno Giacomelli berichtete ein Jahrzehnt später, dass er auf höchstens 9500 Umdrehungen pro Minute kommen durfte. Werksseitig machte Life Racing keine Angaben zur Leistung des Motors. Zeitgenössische Autoren gaben Schätzungen im Bereich von 600 PS ab. Giacomelli bezifferte die Leistung des Motors rückblickend dagegen nur mit etwa 360 PS. Seine Angaben zugrunde gelegt, brachte Rocchis W-12-Motor nur die Hälfte der Leistung des Honda RA100E, den McLaren 1990 einsetzte, und lag damit noch unter dem Niveau eines zeitgenössischen Formel-3000-Motors.

#### Judd CV
Zum Großen Preis von Portugal wechselte Life auf einen erprobten Achtzylinder-V-Motor von Judd der Baureihe CV. Das Team übernahm einen einzelnen Motorblock, der im Vorjahr im Werksteam von March eingesetzt worden war. Seine Leistung wurde mit 610 PS angegeben. Für den Judd-Motor baute Life kein neues Auto; vielmehr wurde der einzige L190 des Teams so umgebaut, dass er den Achtzylindermotor aufnehmen konnte. Der Life-Judd erschien in Portugal und beim anschließenden Rennen in Spanien.

### Gewicht
Nach offiziellen Angaben wog der L190 mit Rocchis W-12-Motor insgesamt 530 kg. Dies zugrunde gelegt, hätte das Gesamtgewicht des Autos 30 kg über dem vom Reglement vorgegebenen Mindestgewicht gelegen. Tatsächlich dürfte das Auto wesentlich schwerer gewesen sein. Bruno Giacomelli zufolge habe allein der Wechsel von Rocchis W-12-Motor das Gesamtgewicht des Autos um 80 kg gesenkt. Ein Mechaniker des Teams behauptete 2022, das Gesamtgewicht des L190 habe mit dem Judd-Motor noch immer 30 kg über dem Mindestgewicht gelegen. Demnach hätte der L190 mit dem Life-Motor mehr als 600 kg gewogen.

### Sicherheitsprobleme
Richard Divila hielt den Life L190 ebenso wie das Basismodell für ein unsicheres, lebensgefährliches Auto. Bereits am First 189 hatte er ein brüchiges, möglicherweise fehlerhaft hergestelltes Kunststoffchassis festgestellt. Außerdem seien die Aufhängungsteile defekt gewesen, und die Lenksäule habe eine Gefahrenquelle dargestellt. Auch das tief ausgeschnittene Cockpit sah er als Sicherheitsrisiko an. Divila riet Gary Brabham, dem ersten Fahrer des Teams, dringend davon ab, mit dem L190 auf die Rennstrecke zu gehen.

## Lackierung und Sponsoren
Der Life L190 war rot lackiert. Die Geldgeber des Teams und damit auch die Sponsorenaufkleber wechselten im Laufe der Saison vielfach. Zu den größeren Sponsoren von Life Racing gehörten Port to Port, der Treppen- und Leiterhersteller Albini e Fontanot und – etwa ab Mai – das Sankt Petersburger Industrieunternehmen PiC, für das unter anderem die Flagge der Sowjetunion auf dem Auto abgebildet wurde. Hinzu kamen die üblichen Aufkleber der technischen Ausrüster Agip, Goodyear und Koni.

## Produktion
Anders als alle anderen Teams hatte Life in der gesamten Saison nur ein einziges Chassis (Chassis 001) zur Verfügung. Dabei handelte es sich um das Chassis, das First Racing bereits Ende 1989 fertiggestellt und im Dezember 1989 bei einem Sprintrennen in Bologna öffentlich gezeigt hatte. Der möglicherweise anfänglich geplante Aufbau weiterer Chassis war aus finanziellen Gründen ausgeschlossen. Das Chassis wurde im Laufe der Zeit vielfach repariert und umgebaut.

## Renneinsätze

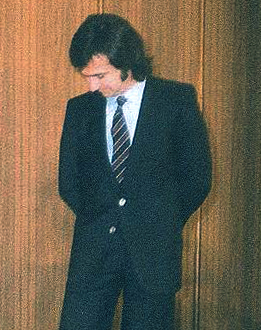
Letzter Life-Pilot: Bruno Giacomelli, 1982

Life begann die Saison mit dem Debütanten Gary Brabham, der sich nach dem zweiten Weltmeisterschaftslauf wegen fehlender Erfolgsaussichten des Teams zurückzog. An seine Stelle trat ab dem Großen Preis von San Marino Bruno Giacomelli, dessen letztes Formel-1-Rennen zu dieser Zeit bereits sieben Jahre zurücklag.
Der Life L190 unterlag zusammen mit acht weiteren Autos jeweils der Vorqualifikation; nur die schnellsten vier dieser neun Wagen durften später an der eigentlichen Qualifikation teilnehmen. (c) Life überstand die Vorqualifikation bei keinem der 14 Großen Preise, zu dem das Team antrat.
Teilweise legte der Life L190 nicht einmal eine ganze Runde in der Vorqualifikation zurück. So erlitt der L190 beim zweiten Rennen der Saison in Brasilien schon bei der Boxenausfahrt einen Aufhängungsdefekt. Weil das Team keine Ersatzteile hatte, konnte der Wagen nicht repariert werden. In Frankreich fiel die Benzinpumpe in der ersten Runde aus. Vergleichbares wiederholte sich am Saisonende beim Großen Preis von Portugal, wo der L190 erstmals mit dem Judd-Motor erschien: Dem Team war es in der Vorbereitung nicht gelungen, eine passende Motorabdeckung herzustellen. Um einer Vertragsstrafe wegen Nichtantritts zu entgehen, schickte das Team den L190-Judd mit der alten, auf den W-12-Motor zugeschnittenen Abdeckung auf die Strecke. Sie fiel gleich in der ersten Runde ab, sodass Giacomelli das Auto abstellen musste.
Bei den übrigen Großen Preisen legte der Life L190 jeweils einzelne Runden in den Vorqualifikationen zurück. Oftmals traten bereits frühzeitig Motorschäden auf, in Italien beispielsweise schon in der dritten Runde. Nahezu immer war der L190 das mit deutlichem Abstand langsamste Auto der Vorqualifikation. Die einzige Ausnahme war USA, wo er Vorletzter war, weil Colonis C3B mit Subaru-Motor keine vollständige Runde fuhr. Den größten Abstand zu den anderen Autos hatte der Life L190 dennoch in den USA: Hier war Brabham 32 Sekunden langsamer als der letzte qualifizierte Fahrer; auf die Poleposition fehlten ihm 37 Sekunden. Bei den übrigen Rennen lag der Rückstand auf den letzten qualifizierten Fahrer mit dem Life-Motor zwischen 13 Sekunden (Großbritannien) und 30 Sekunden (Kanada). Der Große Preis von Spanien war der einzige Weltmeisterschaftslauf, bei dem der Life mit dem Judd-Motor mehrere Runden in der Vorqualifikation absolvierte. Hier lag Giacomellis Rückstand auf den letzten qualifizierten Fahrer bei etwa 19 Sekunden.
Generell lagen die Rundenzeiten des Life L190 nicht nur weit unter dem Standard der Formel 1, sondern sogar unter dem der Nachwuchsserie Formel 3000. So benötigte der Life L190 für eine Runde in Autodromo Nazionale Monza im besten Fall 1:55,244 Minuten und erreichte damit eine Durchschnittsgeschwindigkeit von 181 km/h. Damon Hill war im gleichen Jahr an gleicher Stelle mit seinem Formel-3000-Lola annähernd 20 Sekunden schneller.

## Verbleib
Zu Beginn des 21. Jahrhunderts übernahm der französische Sammler Lorenzo Prandina den Life L190 einschließlich des W-12-Motors. Er ließ das Auto komplett restaurieren und auf die Version mit dem Rocchi-Motor zurückrüsten. Das fahrbereite Auto wurde 2009 beim Goodwood Festival of Speed öffentlich gezeigt. Dort legte der von Arturo Merzario gefahrene L190 mehrere Runden am Stück aus eigener Kraft zurück.

## Resultate
| Fahrer        | Motor        | Startnr. | 1    | 2    | 3    | 4    | 5    | 6    | 7    | 8    | 9    | 10   | 11   | 12   | 13   | 14   | 15 | 16 | Punkte | WM |
| ------------- | ------------ | -------- | ---- | ---- | ---- | ---- | ---- | ---- | ---- | ---- | ---- | ---- | ---- | ---- | ---- | ---- | -- | -- | ------ | -- |
| 1990          |              |          |      |      |      |      |      |      |      |      |      |      |      |      |      |      |    |    |        |    |
| G. Brabham    | Life F35 W12 | 39       | DNPQ | DNPQ |      |      |      |      |      |      |      |      |      |      |      |      |    |    | 0      | –  |
| B. Giacomelli | Life F35 W12 | 39       |      |      | DNPQ | DNPQ | DNPQ | DNPQ | DNPQ | DNPQ | DNPQ | DNPQ | DNPQ | DNPQ |      |      |    |    | 0      | –  |
| B. Giacomelli | Judd CV V8   | 39       |      |      |      |      |      |      |      |      |      |      |      |      | DNPQ | DNPQ |    |    | 0      | –  |

| Legende  | Legende            | Legende                                                          |
| Farbe    | Abkürzung          | Bedeutung                                                        |
| -------- | ------------------ | ---------------------------------------------------------------- |
| Gold     | –                  | Sieg                                                             |
| Silber   | –                  | 2. Platz                                                         |
| Bronze   | –                  | 3. Platz                                                         |
| Grün     | –                  | Platzierung in den Punkten                                       |
| Blau     | –                  | Klassifiziert außerhalb der Punkteränge                          |
| Violett  | DNF                | Rennen nicht beendet (did not finish)                            |
| Violett  | NC                 | nicht klassifiziert (not classified)                             |
| Rot      | DNQ                | nicht qualifiziert (did not qualify)                             |
| Rot      | DNPQ               | in Vorqualifikation gescheitert (did not pre-qualify)            |
| Schwarz  | DSQ                | disqualifiziert (disqualified)                                   |
| Weiß     | DNS                | nicht am Start (did not start)                                   |
| Weiß     | WD                 | zurückgezogen (withdrawn)                                        |
| Hellblau | PO                 | nur am Training teilgenommen (practiced only)                    |
| Hellblau | TD                 | Freitags-Testfahrer (test driver)                                |
| ohne     | DNP                | nicht am Training teilgenommen (did not practice)                |
| ohne     | INJ                | verletzt oder krank (injured)                                    |
| ohne     | EX                 | ausgeschlossen (excluded)                                        |
| ohne     | DNA                | nicht erschienen (did not arrive)                                |
| ohne     | C                  | Rennen abgesagt (cancelled)                                      |
| ohne     | keine WM-Teilnahme |                                                                  |
| sonstige | P/fett             | Pole-Position                                                    |
| sonstige | 1/2/3/4/5/6/7/8    | Punktplatzierung im Sprint-/Qualifikationsrennen                 |
| sonstige | SR/kursiv          | Schnellste Rennrunde                                             |
| sonstige | *                  | nicht im Ziel, aufgrund der zurückgelegten Distanz aber gewertet |
| sonstige | ()                 | Streichresultate                                                 |
| sonstige | unterstrichen      | Führender in der Gesamtwertung                                   |